# G-Stone Recordings
G-Stone Recordings – niezależna austriacka wytwórnia płytowa, założona w 1994 roku Petera Krudera i Richarda Dorfmeistera.

## Historia
Niezależna wytwórnia G-Stone Recordings została założona w 1994 roku przez dwóch producentów muzycznych i DJ-ów: Petera Krudera i Richarda Dorfmeistera. Powodem założenia wytwórni była potrzeba zaistnienia na rynku fonograficznym, ponieważ w połowie lat 90. tylko nieliczni w austriackim przemyśle muzycznym wykazywali zrozumienie dla ich pomysłów muzycznych. Wychodząc od trip hopu obaj muzycy podjęli próbę stworzenia własnego, niepowtarzalnego brzmienia adaptując takie gatunki i style jak: jazz, funk, house, rock a nawet Euro disco i dodając do nich niskie brzmienie linii basu. Pod koniec lat 90. G-Stone Recordings stała się uosobieniem typowego „wiedeńskiego brzmienia”, kojarzonego z terminem downbeat. Kruderowi i Dorfmeisterowi udało się stworzyć ważną markę, która jest rozpoznawalna na całym świecie.

To była totalna rewolucja. W tamtych czasach można było wykonywać utwory muzyczne w domu, przy użyciu stosunkowo taniego sprzętu, bez konieczności chodzenia do drogiego studia. To była też duża motywacja, żeby coś zrobić i przełamać poprzedni system.

W lutym 2001 roku ukazała się książka o obu muzykach i ich wytwórni. Była to płyta CD z dołączoną książeczką, zawierającą zdjęcia i teksty o wiedeńskiej muzyce elektronicznej.
W 2010 roku, szesnaście lat po założeniu wytwórni, Kruder i Dorfmeister mieli na koncie ponad 100 wydawnictw, wspomnianą książkę o swojej wytwórni oraz światową społeczność fanów. Z tej okazji wydany został jubileuszowym podwójny album kompilacyjny, Sixteen F**king Years of G-Stone Recordings. Znalazły się na nim nowe utwory Kruder & Dorfmeister, Peace Orchestra, Tosca, Rodney Hunter, Makossa & Megablast, Christian Prommer i innych oraz najlepsze utwory z ostatnich 16 lat. 

## Artyści
Lista według Discogs:

- Kruder & Dorfmeister
- Peter Kruder (również jako Peace Orchestra)
- Richard Dorfmeister
- DJ DSL
- D.Kay
- Eddy De Clercq
- Kieser.Velten
- Makossa & Megablast
- Marsmobil
- The Funky Lowlives
- Tosca
- Rodney Hunter
- Stereotyp
- Urbs
- Voom:Voom
- Walkner.Möstl
- Yael Deckelbaum